# Mariano Rampolla del Tindaro

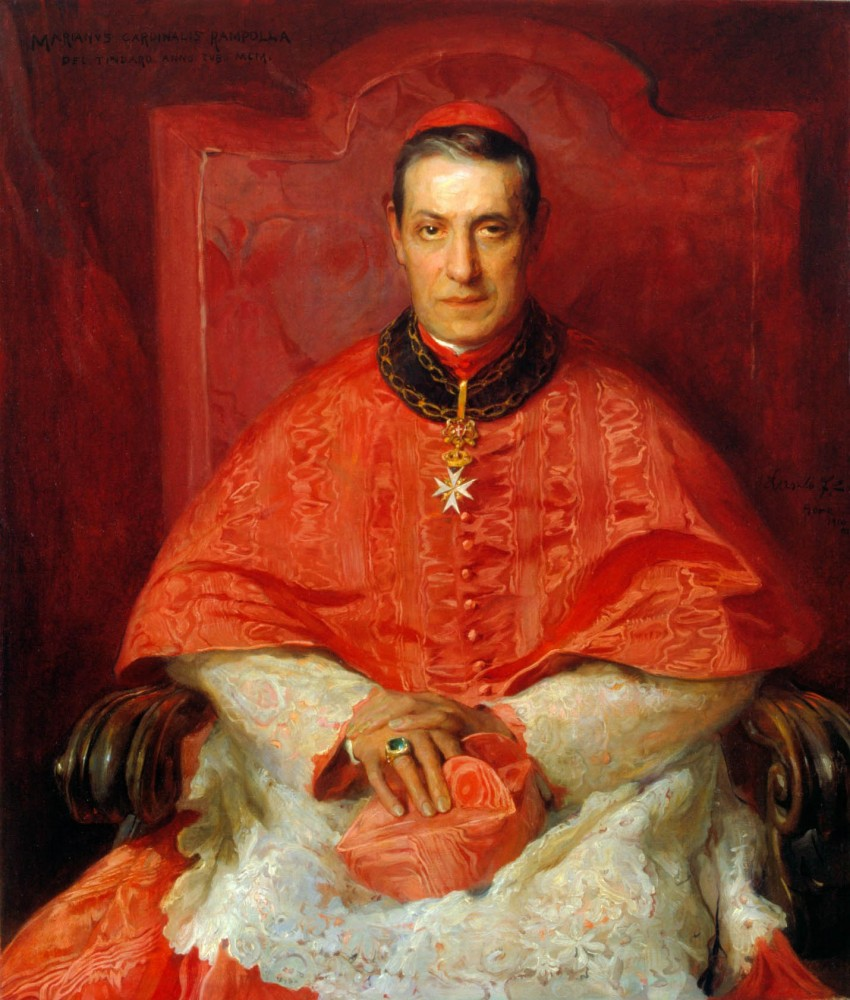
Philip Alexius de László: Kardinal Mariano Rampolla del Tindaro mit den Insignien eines Ehren- und Devotions-Großkreuz-Bailli des Malteserordens, Öl auf Leinwand, 1900

Wappen von Mariano Kardinal Rampolla del Tindaro (mit dem hinterlegten Malteserkreuz als Kennzeichen des Wappens des Ehren- und Devotions-Großkreuz-Baillis des Malteserordens)

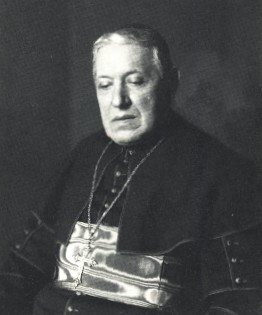
Mariano Kardinal Rampolla del Tindaro auf einer Fotografie von Jacob Hilsdorf.

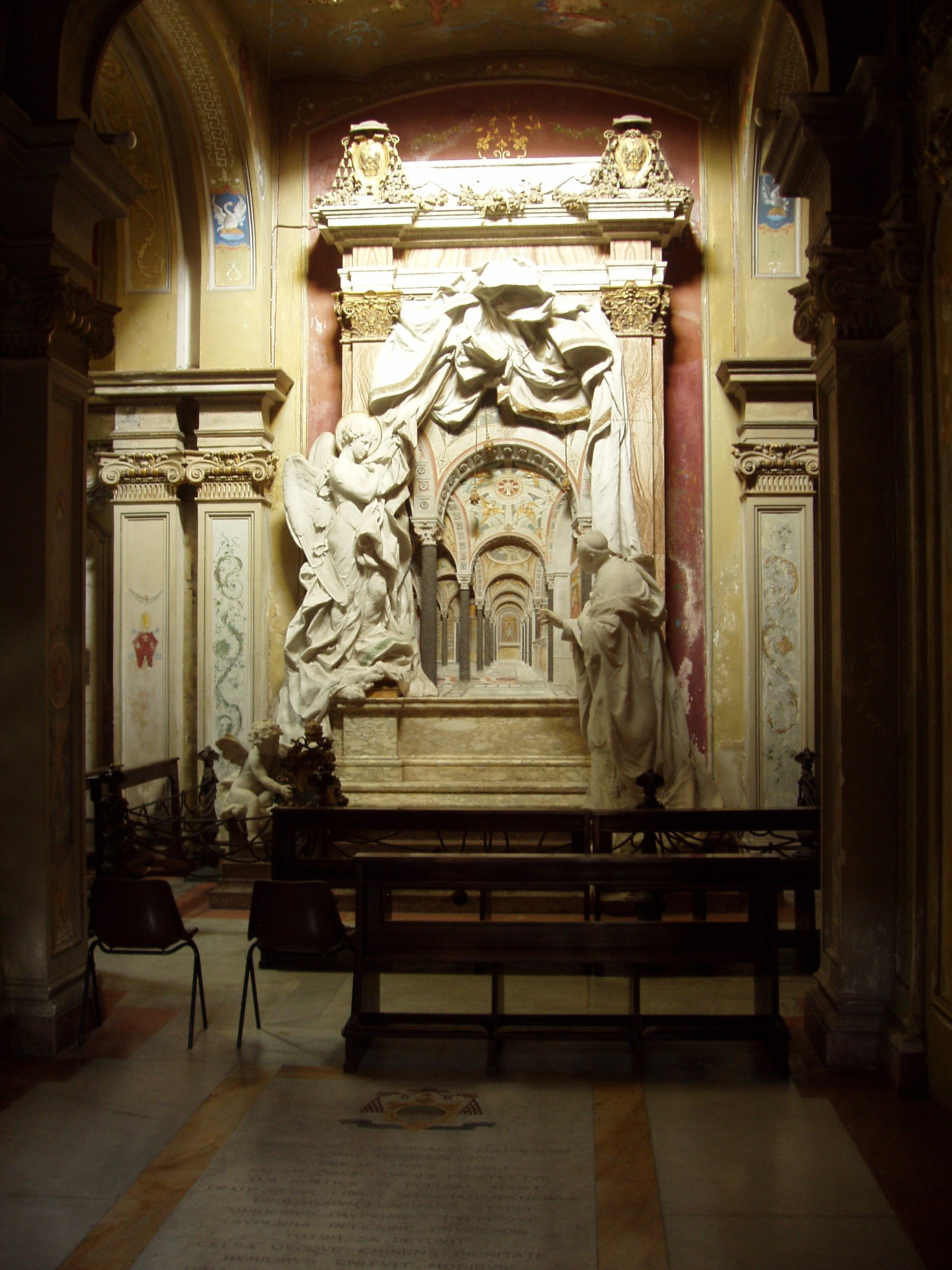
Grabdenkmal von Rampolla del Tindaro in der Kirche Santa Cecilia in Trastevere

Mariano Kardinal Rampolla del Tindaro (* 17. August 1843 in Polizzi Generosa, Sizilien; † 16. Dezember 1913 in Rom) war Kardinalstaatssekretär während des Pontifikats Leos XIII. und eine der führenden Persönlichkeiten der katholischen Kirche in der zweiten Hälfte des 19. Jahrhunderts.

## Lebenslauf
Mariano Rampolla war seit der Kindheit für die geistliche Laufbahn bestimmt. Nach der Seminarzeit auf dem Almo Collegio Capranica empfing er 1866 die Priesterweihe; im Jahr 1870 wurde er zum Doctor iuris utriusque promoviert. Seine Laufbahn führte ihn sodann in den diplomatischen Dienst der römischen Kirche in Spanien, wo er von 1875 bis 1877 an der dortigen Nuntiatur wirkte. 1882 kehrte er, inzwischen zum Titularerzbischof von Heraclea in Europa ernannt, als Apostolischer Nuntius nach Madrid zurück und vertrat dort die Kurie bis zum Jahre 1887.
Am 14. März 1887 kreierte ihn Papst Leo XIII. zum Kardinalpriester der Titelkirche Santa Cecilia in Trastevere und berief ihn am 2. Juni zum Kardinalstaatssekretär. Er hatte bestimmenden Einfluss auf die Außenpolitik, deren primäres Problem das Verhältnis des Papsttums zur italienischen Regierung war. Auch wenn der Heilige Stuhl zunächst eine Annäherung an Italien suchte, sollte Rampolla eine Lösung dieser Frage nicht gelingen. Die schlechten Beziehungen des Vatikans zum italienischen Staat wirkten sich auch nachteilig auf das Verhältnis der Kirche zu den zentraleuropäischen Mächten aus, insbesondere nach dem Schluss des Dreibundes im Jahre 1882. Folgerichtig suchte Rampolla angesichts der eingetretenen Distanz zu Österreich die Nähe zu Frankreich und Spanien, wobei ihm sein früheres Wirken in Madrid zugutekam. Hierdurch gelang es ihm zwar, der Kirche eine gewisse politische Handlungsfähigkeit zu bewahren, jedoch zog er sich die (persönliche) Abneigung der Regierungen in Berlin und Wien zu. Ein weiterer außenpolitischer Gegner Rampollas war der russische Zar Alexander III., dessen Wunschkandidat für das Amt des Kardinalstaatssekretärs Kardinal Serafino Vannutelli war. Einerseits hatte dieser schon bei der Krönungszeremonie in Moskau 1883 assistiert, und andererseits (im Gegensatz zu Rampolla) auch nichts gegen den Wunsch einer Einführung der russischen Sprache in die polnisch-katholische Liturgie. Während der Dreyfus-Affäre in Frankreich stellte sich Rampolla in den 1890er Jahren wie der Großteil des französischen Episkopats auf die Seite des latent antirepublikanischen, „cerebralen“ Katholizismus (Hannah Arendt) und begrüßte die Verurteilung von Alfred Dreyfus.
Nach seiner Niederlage beim Konklave 1903 galt Kardinal Rampolla unter dem Pontifikat Pius’ X. als machtlos und stand kirchenpolitisch im Abseits. Der im Zusammenwirken mit dem neuen Papst maßgeblich von seinem Nachfolger Rafael Merry del Val vorangetriebene scharfe Antimodernismus, der die Kirche im letzten Jahrzehnt seines Lebens zwischen 1903 und 1913 beherrschte und in mancher Hinsicht lähmte, sah auf Rampolla mit Argwohn. Merry del Val war der Sekretär des Konklaves gewesen und wurde unmittelbar anschließend zu Rampollas Nachfolger als Staatssekretär ernannt und zwei Monate danach vom neu gewählten Papst zum Kardinal kreiert. Rampolla blieb dennoch geachtet, er wurde 1909 auf den wenig einflussreichen Posten eines Sekretärs beim Heiligen Offizium erhoben und 1910 zum Präsidenten der Römischen Thomasakademie ernannt. Er starb am 16. Dezember 1913 in Rom, wo er zuletzt zurückgezogen lebte. Sein spirituelles Leben wurde durch mehrere Publikationen gewürdigt.
Kardinal Rampolla war Ehren- und Devotions-Großkreuz-Bailli des Souveränen Malteserordens und von 1896 bis 1913 dessen Großprior von Rom. 1894 wurde er mit dem Großkreuz mit Collane des Ordens Karls III. ausgezeichnet.

## Konklave von 1903

### Verlauf des Konklaves
Als Leo XIII. im Jahr 1903 93-jährig starb, galt Kardinal Rampolla vielen als sein natürlicher Nachfolger. Tatsächlich hätte seine Wahl die Kontinuität der päpstlichen Politik sichergestellt. Das Konklave, dem 62 Kardinäle angehörten, begann am 31. Juli 1903; die erforderliche Mehrheit von zwei Dritteln der Stimmen lag somit bei 42 Stimmen. Im ersten Wahlgang erreichte Rampolla 24 Stimmen, im zweiten Wahlgang am Abend des 1. August 1903 bereits 29 Stimmen. Hierauf erklärte der Bischof von Krakau, Jan Kardinal Puzyna de Kozielsko, im Namen Kaiser Franz Josephs I., dass dieser von seinem tradierten Recht als Apostolischer König von Ungarn Gebrauch machen wolle, Kardinal Rampolla aus dem Kreis der Kandidaten auszuschließen, also die sogenannte Exklusive anzuwenden, eine Form des Vetos. Tatsächlich hatten sich die katholischen Monarchen ein derartiges Vetorecht seit dem 17. Jahrhundert ausbedungen, waren damit jedoch stets auf den erbitterten Widerstand der katholischen Kirche gestoßen, die einen externen Einfluss auf die Wahl des Papstes nicht anerkannte. Sowohl Kardinal Rampolla als auch führende Vertreter des Kardinalskollegiums, allen voran die zu seinen wichtigsten Unterstützern zählenden französischen Kardinäle, protestierten gegen die Verlautbarung. Im dritten Wahlgang wuchs die Zahl der Stimmen für Rampolla sogar noch um eine an, was als Zeichen gewertet werden kann, dass die als unzulässig empfundene Einflussnahme Österreichs nichts bewirkte. Allerdings bleibt fraglich, ob sich ohne das Veto im dritten Wahlgang nicht eine stärkere Mehrheit für Rampolla gebildet hätte. Jedenfalls stand damit fest, dass in dieser Lage keine ausreichende Mehrheit für Rampolla zustande kommen konnte. Eine andere Sicht auf die Dinge hatte der Sekretär des Konklaves und spätere Staatssekretär Pius X. auf die Dinge. Er schreibt:

„Er [Rampolla] wäre nach meiner Überzeugung keinesfalls zum Papst gewählt worden, da die Mehrheit der Wähler entschlossen war, einem anderen Kandidaten zuzustimmen. Dagegen ergab sich für ihn die wirkliche Wahrscheinlichkeit, die nötigen Stimmenzahl zu erreichen, als der von Kardinal Puzyna im Namen des Kaisers von Österreich vollzogene Akt im Heiligen Kollegium eine heftige Erregung und einen feierlichen Protest zur Verteidigung der Freiheit des Konklaves und der Rechte der Kirche hervorrief.“

In dieser Situation stiegen die Chancen für einen Kompromisskandidaten: Der Erzbischof von Mailand, Andrea Carlo Kardinal Ferrari, präsentierte den Patriarchen von Venedig, Giuseppe Sarto. Sarto, der schon in den ersten beiden Wahlgängen Stimmen (5 bzw. 10) erhalten und im dritten Wahlgang mit 21 Stimmen bereits eine beachtliche Zahl von Wählern auf sich vereinigt hatte, erklärte jedoch, er fühle sich des hohen Amtes unwürdig, und bat die versammelten Kardinäle inständig, ihn nicht zu wählen. Auf der anderen Seite versuchten die französischen Kardinäle auf Rampolla einzuwirken, er solle seine Kandidatur zurückziehen, damit seine Unterstützer ihrerseits einen für sie annehmbaren Kompromisskandidaten präsentieren könnten. Kardinal Rampolla weigerte sich jedoch, seine Kandidatur aufzugeben, und berief sich darauf, die Entscheidungsfindung des Konklaves müsse ihre Freiheit gegenüber der kaiserlichen Intervention bewahren. Viele Kardinäle sahen nun keine andere Möglichkeit, als für Sarto zu stimmen, der schließlich seinen Widerstand aufgab und im siebten Wahlgang zum Papst gewählt wurde und den Namen Pius X. annahm.

### Diskussion des Veto
Ob die sogenannte Exklusive das Ergebnis des Konklaves tatsächlich veränderte, ist unklar, da Rampolla trotz des Einspruchs im dritten Wahlgang eine Stimme mehr erhielt als im zweiten Wahlgang vor dem Einspruch. Juristisch gesehen, war die Exclusive irrelevant, da sie im Kirchen- und Wahlrecht nicht vorkommt. Der österreichische Kaiser begründete sein Veto weder vor noch nach dem Konklave, seinerzeit und auch heute werden folgende Gründe diskutiert:
- Möglicherweise befürchtete der Kaiser eine Stärkung des Vatikans, da Rampolla Kurienkardinal war und somit den vatikanischen Machtstrukturen entstammte.
- Rampolla galt als franzosenfreundlich und somit als potentieller Gegner der politischen Interessen Österreichs.
- Rampolla wurde verantwortlich gemacht für eine als sehr kühl empfundene Reaktion des Vatikans nach dem Suizid des österreichischen Thronfolgers Rudolf (1889).
- Rampolla wurde eine gewisse Nähe zu Freimaurerei und Modernismus zur Last gelegt; manchen Quellen zufolge belegen Dokumente aus dem Nachlass Rampollas diese These. Die österreichischen Behörden hatten wohl schon seit längerer Zeit diesbezügliche Erkenntnisse gesammelt, zumal es öffentliche Äußerungen Rampollas gab, die eine Nähe zum Modernismus andeuteten.